# Luis Pedro Molina
Luis Pedro Molina Bruni (Retalhuleu, 4 giugno 1977) è un ex calciatore ed ex giocatore di calcio a 5 guatemalteco, di ruolo portiere.

## Carriera
Come massimo riconoscimento in carriera vanta la partecipazione, con la nazionale guatemalteca di calcio a 5, al FIFA Futsal World Championship 2000 in cui la selezione centroamericana è stata eliminata nel girone del primo turno comprendente Brasile, Portogallo e Kazakistan.